# Maticora (rijeka)
Maticora je rijeka u Venezueli. Ulijeva se u Karipsko more.